# 岩本翔
岩本 翔（いわもと しょう、2001年3月18日 - ）は、神奈川県出身のプロサッカー選手。Jリーグ・FC琉球所属。ポジションはミッドフィールダー。

## 略歴
2001年、神奈川県出身。ガンバ大阪の下部組織でプレー。ガンバ大阪のアカデミー時代にはJ3リーグにも出場し、年代別の代表も常連。この時の同期には谷晃生、奥野耕平、丹羽匠、國分龍司がいる。トップチームには昇格できず、筑波大学に進学すると4年時の2023年1月、J2のFC琉球に加入が決まり、森侑里とは大学から琉球にかけてチームメイトとなった。

## 所属クラブ
- 大豆戸FC
- 千里ひじりS.C
- ガンバ大阪ジュニアユース
- ガンバ大阪ユース
  - 2017年 - 2018年 ガンバ大阪（2種登録選手）
- 2019年 - 2022年 筑波大学
- 2023年 -  FC琉球

## 個人成績
| 国内大会個人成績 | 国内大会個人成績 | 国内大会個人成績 | 国内大会個人成績 | 国内大会個人成績 | 国内大会個人成績 | 国内大会個人成績 | 国内大会個人成績 | 国内大会個人成績 | 国内大会個人成績 | 国内大会個人成績 | 国内大会個人成績 |
| 年度             | クラブ           | 背番号           | リーグ           | リーグ戦         | リーグ戦         | リーグ杯         | リーグ杯         | オープン杯       | オープン杯       | 期間通算         | 期間通算         |
| 年度             | クラブ           | 背番号           | リーグ           | 出場             | 得点             | 出場             | 得点             | 出場             | 得点             | 出場             | 得点             |
| 日本             | 日本             | 日本             | 日本             | リーグ戦         | リーグ戦         | リーグ杯         | リーグ杯         | 天皇杯           | 天皇杯           | 期間通算         | 期間通算         |
| ---------------- | ---------------- | ---------------- | ---------------- | ---------------- | ---------------- | ---------------- | ---------------- | ---------------- | ---------------- | ---------------- | ---------------- |
| 2017             | G大23            | 44               | J3               | 11               | 1                | -                | -                | -                | -                | 11               | 1                |
| 2023             | 琉球             | 13               | J3               | 13               | 0                | -                | -                | 2                | 1                | 15               | 1                |
| 2024             | 琉球             | 13               | J3               | 14               | 1                | 1                | 0                | 0                | 0                | 15               | 1                |
| 2025             | 琉球             | 13               | J3               |                  |                  |                  |                  |                  |                  |                  |                  |
| 通算             | 日本             | 日本             | J3               | 38               | 2                | 1                | 0                | 2                | 1                | 41               | 3                |
| 総通算           | 総通算           | 総通算           | 総通算           | 38               | 2                | 1                | 0                | 2                | 1                | 41               | 3                |

2017年、2018年は2種登録。
- Jリーグ初出場 - 2017年5月21日 J3第9節 vsアスルクラロ沼津（愛鷹広域公園多目的競技場）
- Jリーグ初得点 - 2017年9月4日 J3第21節 vsFC琉球（市立吹田サッカースタジアム）

## タイトル

### クラブ
ガンバ大阪ユース
- Jリーグインターナショナルユースカップ：1回（2017年）

筑波大学
- 茨城県サッカー選手権大会：2回（2020年、2022年）

FC琉球
- タイムス杯争奪沖縄県サッカー選手権大会：1回（2023年）

### 選抜
関東大学選抜B
- デンソーカップサッカー（2022年）

## 代表歴
- U-16日本代表
  - フランス遠征（2017年）
  - U-16インターナショナルドリームカップ（2017年）
- U-17日本代表
  - 国際ユースサッカーin新潟（2018年）
  - UAE遠征（2018年）
- U-18日本代表
  - スペイン遠征（2019年）
  - SBSカップ 国際ユースサッカー（2019年）
  - AFC U-19選手権予選（2019年）